# Струтинський Вілен Митрофанович
Віле́н Митрофа́нович Струти́нський (16 жовтня 1929, Данилова Балка — 28 червня 1993) — український фізик-теоретик, 1972 — член-кореспондент АН УРСР, 1977 — лауреат премії ім. Т. Боннера.

## Життєпис
1952 року закінчив Харківський університет. В 1953—1970 роках працює в Інституті атомної енергетики ім. І. В. Курчатова.
В 1967—1970 роках — гість-професор Інституту Нільса Бора в Копенгагені.
З 1970 року завідує відділом Інституту ядерних досліджень АН УРСР.

## Науковий доробок
Його наукові праці стосуються вивчення структури атомного ядра.
Сформулював теорії: оболонкової структури атомних ядер та теорію рівноважних форм ядер, та порогів поділу.
Проводив роботи з теорії поділу ядер.
Опрацьовував кількісну теорію кутових розподілів фрагментів поділу і продуктів реакцій. Розробив методику розрахунку мас і енергій деформації ядер — ця методика дала змогу відокремити оболонкові ефекти в енергії ядра та провести дослідження їх впливу на властивості ядер.
1966 року теоретично встановив явище сильно деформованих важких атомних ядер в квазістаціонарному стані.
Першим висунув і обґрунтував уявлення про наявність у важких ядер двогорбого бар'єру поділу. За допомогою теорії Струтинського вперше було проведено кількісні розрахунки мас, рівноважних деформацій ядер, деяких властивостей ядер при поділі, стабільності надважких ядер.